# Scream Aim Fire
Scream Aim Fire е вторият студиен албум на уелската хевиметъл група Булит фор Май Валънтайн. Издаден е на 28 януари 2008 г. Продадени са повече от милион копия на албума, като половината от тях са в САЩ.